# Mitragomphus
Mitragomphus is een geslacht van libellen (Odonata) uit de familie van de rombouten (Gomphidae).

## Soorten
Mitragomphus omvat 1 soort:
- Mitragomphus ganzanus Needham, 1944